# 宇宙パトロールホッパ
『宇宙パトロールホッパ』（うちゅうパトロールホッパ）は、1965年2月1日から同年11月29日までNET系列局で放送されていた東映動画製作のテレビアニメである。第32話からは『パトロール・ホッパ 宇宙っ子ジュン』（パトロール・ホッパ うちゅうっこジュン）と題して放送されていた。全44話。放送時間は毎週月曜 19:00 - 19:30 （日本標準時）。

## 概要
『ピーコック劇場』から続く大丸デパート単独提供アニメで、本作から『大丸ピーコック劇場』という冠名称が付いた。月曜19:00枠で東映動画製作アニメが放送されるのは本作が初で、『魔女っ子メグちゃん』が終了するまで10年8か月間にわたって同社製作アニメが続いた（その後も中断期間を経て放送）。なお、本作は本放送の終了後も、1965年12月に同時間帯で穴埋め的に再放送されていた。東京俳優生活協同組合の声優がキャスティングを担ったのは『狼少年ケン』に続いて2作目のキャスティングとなる。以後、『海賊王子』までキャスティングを担うことになる（次作を除く）。

## あらすじ
異星人とのコンタクトを目的に宇宙へ旅立った宇宙船内で、異星人の科学力を軍事利用しようとする者とそれを阻止しようとする者との争いに巻き込まれ重傷を負い、ホッパ星の宇宙パトロール隊に救出された地球人の少年・ジュンが、自らの意思でホッパ星の科学力でサイボーグとなり、宇宙パトロール隊の一員となって宇宙や地球の平和を守るために戦う話である。当初はホッパ星を舞台に話が展開していたが、後に地球が舞台の中心となり、ジュンが仲間とともにヒューラー総統率いる「ムー帝国」と戦う。

## キャスト
- ジュン（主人公） - 南谷智晴（第1話 - 第24話） → 曽我町子（第25話 - 第44話）[1]
- ダルトン隊長（宇宙パトロール隊「ホッパード110号」隊長） - 小林清志
- ドック博士（ダルトンの部下にして老科学者） - 島田彰
- プー（ダルトン夫婦の息子） - 野沢雅子
- ドンキー隊員（ダルトンの部下） - 奥原晃（第1話・第2話）→近石真介（第3話 - 第44話）[2]
- グー隊員（ダルトンの部下） - はせさん治[3]
- ダルトン夫人（隊長の妻。プーの母） - 杉田郁子
- フック（ムー帝国構成員） - 大竹宏
- ホック（ムー帝国構成員。フックとは双子） - 中島元
- ヒューラー総統（ムー帝国首領） - 神山卓三
- テフアニー（ムー帝国女幹部） - 浅川みゆ起
- バット（ムー帝国幹部） - 羽佐間道夫
- 署長 - 鈴木泰明
- ルビー（ドックの孫娘。プーのガールフレンド） - 太田淑子
- アイアン - 内海賢二

## スタッフ
- 製作担当 - 笹谷岩男
- 企画 - 原徹、横山賢二
- 原案 - 深川鉄次、後藤みねお、太田欣二、福本智雄、黒田隆、保波順 、倉橋こうじ
- 原作 - 深川鉄次（第1話 - 第10話、第13話 - 第14話、第17話、第19話 - 第21話、第23話 - 第28話、第37話 - 第44話）、後藤岑夫（第7話）、太田欣二（第8話）、福本智雄（第9話・第15話）、黒田隆（第11話・第22話）、保波順（第12話・第18話。後述）、倉橋こうじ（第29話・第36話）
- 美術 - 福本智雄、横井三郎（第17話）
- 音楽 - 菊池俊輔
- 作画 - 小華和為雄、生頼昭憲、香西隆男、永樹凡人、岡崎稔、小松原一男、鈴木伸一、今沢哲男 他
- 背景 - 小林七郎 他
- 撮影 - 池田重好、片山幸男、島本賀章、林昭夫、平尾三喜
- 編集 - 稲葉郁三、井関保雄、千蔵豊
- 録音 - 石井幸夫、宇田川誠也
- 記録 - 水上紘子、河島利子、菅原節代、前野美代子、星田絹代、的場節代
- 演出助手 - 三木成章、大谷恒清、高見義雄、浜崎慶嗣、大沼克之、神谷興一、新田義方、小湊洋市、伊藤誠一
- 進行 - 豊島勝義、吉岡修、秋庭勝彦、田口矩、中島勝夫、武田嘉昭、石橋暢通、石黒輝房、小林綏次
- キャラクターデザイン・作画監修 - 森康二
- 制作 - 東映動画

## 主題歌

### オープニングテーマ
「宇宙パトロールホッパ」
作詞 - 保波順 / 作曲 - 菊池俊輔 / 歌 - 上高田少年合唱団
保波順とは、横山賢二と共に本作の企画を担当した原徹のペンネームである。

### エンディングテーマ
「ジュンの歌」（第1話 - 第26話）
作詞 - 保波順 / 作曲 - 菊池俊輔 / 歌 - 冬木大志、上高田少年合唱団
当初は歌詞有りバージョンだったが、22話よりインストルメンタルに変更された。
「宇宙っ子ジュン」（第27話 - 第44話）
作詞 - 浦川しのぶ / 作曲 - 菊池俊輔 / 歌 - 石川智、新東京部隊合唱団、上高田少年合唱団
浦川しのぶとは、本作の企画を担当した横山賢二のペンネームである。横山はこの後、『魔法のマコちゃん』の原作名義や『マジンガーZ』などの主題歌・挿入歌を作詞する際にこの名称を使用した。
「ムー帝国編」となる第30話よりも前に登場、そのため、バット・フック・ホック・ムー帝国戦闘員が本編より早く登場している。

## 各話リスト
| 話数                              | 放送日               | サブタイトル                  | 原作                 | 脚本                 | 演出                 | 作画監督             |
| 宇宙パトロールホッパ              | 宇宙パトロールホッパ | 宇宙パトロールホッパ          | 宇宙パトロールホッパ | 宇宙パトロールホッパ | 宇宙パトロールホッパ | 宇宙パトロールホッパ |
| --------------------------------- | -------------------- | ----------------------------- | -------------------- | -------------------- | -------------------- | -------------------- |
| 1                                 | 1965年 2月1日        | 宇宙少年ジュン                | 深川鉄次             | 藪下泰次             | 藪下泰次             | 熊川正雄             |
| 2                                 | 2月8日               | 羽ばたけピーポット            | 深川鉄次             | 津平小平             | 藪下泰次             | 熊川正雄             |
| 3                                 | 2月15日              | プー星人よ幸せに              | 深川鉄次             | 神波史男             | 山本寛己             | 熊川正雄             |
| 4                                 | 2月22日              | プラス君とマイナス君          | 深川鉄次             | 竹内一夫             | 小山礼司             | 熊川正雄             |
| 5                                 | 3月1日               | 電気食人アンポタ              | 深川鉄次             | 上野登史郎           | 藪下泰次             | 熊川正雄             |
| 6                                 | 3月8日               | 戦争ロボットの最後            | 深川鉄次             | 衣笠真史             | 田中亮三             | 熊川正雄             |
| 7                                 | 3月15日              | 気泡人バブル                  | 後藤岑夫             | 一樺知可             | 高見義雄             | 熊川正雄             |
| 8                                 | 3月22日              | 流星塵ストーム                | 太田欣二             | 保波順               | 小山礼司             | 熊川正雄             |
| 9                                 | 3月29日              | 怪昆虫パピレオン              | 福本智雄             | 保波順               | 田中亮三             | 熊川正雄             |
| 10                                | 4月5日               | 盗まれたドンキー              | 深川鉄次             | 銀河歩               | 茂野一清             | 熊川正雄             |
| 11                                | 4月12日              | チビデカ作戦                  | 黒田隆               | 永田守弘             | 藪下泰次             | 熊川正雄             |
| 12                                | 4月19日              | 燃える星                      | 保波順               | 新古仲世             | 山本寛己             | 熊川正雄             |
| 13                                | 4月26日              | 泣き虫宇宙人                  | 深川鉄次             | 高橋二三             | 山口康男             | 熊川正雄             |
| 14                                | 5月3日               | チビッコ政府誕生              | 深川鉄次             | 高橋二三             | 黒田昌郎             | 熊川正雄             |
| 15                                | 5月10日              | 謎のマイクロ電波              | 福本智雄             | 大山当               | 田中亮三             | 熊川正雄             |
| 16                                | 5月17日              | 宇宙船ヨシャーク号            | 深川鉄次             | 銀河歩               | 茂野一清             | 熊川正雄             |
| 17                                | 5月24日              | 大あばれ金属人間              | 深川鉄次             | 高橋二三             | 藪下泰次             | 菊池貞雄             |
| 18                                | 5月31日              | 死の900万キロ                 | 保波順               | 新古仲世             | 山本寛己             | 竹内留吉             |
| 19                                | 6月7日               | 謎の星雲M42                   | 深川鉄次             | 保波順               | 小山礼司             | 熊川正雄             |
| 20                                | 6月14日              | ペタンペタン作戦              | 深川鉄次             | 深町秀照             | 設楽博               | 熊川正雄             |
| 21                                | 6月21日              | 太陽の子ライマン              | 深川鉄次             | 衣笠真史             | 山口康男             | 森康二               |
| 22                                | 6月28日              | 泥棒星人の挑戦                | 黒田隆               | 永田守弘             | 田中亮三             | 菊池貞雄             |
| 23                                | 7月5日               | 大竜巻                        | 深川鉄次             | 銀河歩               | 茂野一清             | 竹内留吉             |
| 24                                | 7月12日              | 宇宙の誘拐魔                  | 深川鉄次             | 中瀬ルネ             | 山本寛己             | 小華和為雄           |
| 25                                | 7月19日              | 宇宙怪人モグラー              | 深川鉄次             | 芝井太代             | 小山礼司             | 菊池貞雄             |
| 26                                | 7月26日              | 00ゼロの秘密                  | 深川鉄次             | 黒木一人             | 黒田昌郎             | 熊川正雄             |
| 27                                | 8月2日               | 母さんは地球星                | 深川鉄次             | 柳下長太郎           | 明比正行             | 竹内留吉             |
| 28                                | 8月9日               | 怪盗ゴパン                    | 深川鉄次             | 中瀬ルネ             | 藪下泰次             | 竹内留吉             |
| 29                                | 8月16日              | 宇宙動物アンドロ              | 倉橋こうじ           | 永沢詢               | 設楽博               | 菊池貞雄             |
| 30                                | 8月23日              | 急げ地球はSOS                 | 深川鉄次             | 衣笠真史             | 山口康男             | 小華和為雄           |
| 31                                | 8月30日              | ムー帝国の影                  | 深川鉄次             | 銀河歩               | 田中亮三             | 竹内留吉             |
| パトロール・ホッパ 宇宙っ子ジュン |                      |                               |                      |                      |                      |                      |
| 32                                | 9月6日               | 二つの星の物語                | 深川鉄次             | 太田欣二             | 山本寛己             | 菊池貞雄             |
| 33                                | 9月13日              | マリンランドの秘密            | 深川鉄次             | 銀河歩               | 茂野一清             | 竹内留吉             |
| 34                                | 9月20日              | 邪魔者はジュン                | 深川鉄次             | 柳下長太郎           | 黒田昌郎             | 小華和為雄           |
| 35                                | 9月27日              | 太陽をとりもどせ              | 深川鉄次             | 中瀬ルネ             | 新田義方             | 熊川正雄             |
| 36                                | 10月4日              | 底抜けギャング フックとホック | 倉橋こうじ           | 永沢詢               | 設楽博               | 菊池貞雄             |
| 37                                | 10月11日             | 叫べアイアン                  | 深川鉄次             | 久岡敬史             | 久岡敬史             | 香西隆男             |
| 38                                | 10月18日             | 小学10年生                    | 深川鉄次             | 柳下長太郎           | 田中亮三             | 松原明徳             |
| 39                                | 10月25日             | 生きかえった恐竜              | 深川鉄次             | 小沢洋               | 竹田満               | 熊川正雄             |
| 40                                | 11月1日              | エラン水を狙え                | 深川鉄次             | 山浦弘靖             | 山口康男             | 熊川正雄             |
| 41                                | 11月8日              | ぽんこつ列車作戦              | 深川鉄次             | 銀河歩               | 茂野一清             | 菊池貞雄 田島実      |
| 42                                | 11月15日             | お化け騒動                    | 深川鉄次             | 山本寛己             | 山本寛己             | 我妻宏               |
| 43                                | 11月22日             | 砂漠の大叛乱                  | 深川鉄次             | 山浦弘靖             | 高見義雄             | 小華和為雄           |
| 44                                | 11月29日             | ムー帝国の崩壊                | 深川鉄次             | 山浦弘靖             | 田中亮三             | 羽根章悦             |
|                                   | 12月6日              | 宇宙少年ジュン（再）          |                      |                      |                      |                      |
|                                   | 12月13日             | はばたけピーポット（再）      |                      |                      |                      |                      |
|                                   | 12月20日             | プー星人よ幸せに（再）        |                      |                      |                      |                      |
|                                   | 12月27日             | プラス君マイナス君（再）      |                      |                      |                      |                      |

## 放送局
- NET（制作局）：月曜 19:00 - 19:30
- 北海道放送：土曜 18:00 - 18:30[8]
- 青森放送：木曜 18:15 - 18:45（1965年9月まで）→ 木曜 18:00 - 18:30（1965年10月から） [9]
- 岩手放送：金曜 18:00 - 18:30（1965年10月8日まで）→ 月曜 18:00 - 18:30（1965年10月11日から）[10]
- 秋田放送：水曜 17:38 - 18:08[11]
- 山形放送：土曜 17:35 - 18:05（1965年11月13日まで）→ 月曜 17:15 - 17:45（1965年11月22日から）[12]
- 東北放送：月曜 18:00 - 18:30[13]
- 新潟放送：日曜 18:00 - 18:30[14]
- 福井放送：日曜 10:00 - 10:30[15]
- 名古屋テレビ (現: メ~テレ) ：日曜 9:00 - 9:30
- 毎日放送：火曜 17:30 - 18:00
- 山陰放送：金曜 18:00 - 18:30[16]
- 中国放送：月曜 18:00 - 18:30[17]
- 山口放送：土曜 18:15 - 18:45[18]
- 高知放送：月曜 17:00 - 17:30（1968年9月時点）[19]
- 九州朝日放送：日曜 18:00 - 18:30
- 琉球放送：月曜 18:00 - 18:30

## 劇場版
1965年7月24日、東映系の『まんが大行進』で第17話「大あばれ金属人間」ブローアップ版が上映された。同時上映は、『狼少年ケン』・『少年忍者風のフジ丸』・『スーパージェッター』・『宇宙少年ソラン』・『噫（ああ）!吉展ちゃん』（ドキュメンタリー）の5本。

## コミカライズ
本作のコミカライズ版が講談社の月刊誌『ぼくら』に1964年11月号から1965年12月号まで連載されていた。
当初のタイトルは『宇宙パトロールホッパー』で、井上英沖が作画を担当していたが、アニメ開始と同時にタイトルをアニメと同じ『宇宙パトロールホッパ』に改め、作画担当も後藤みねおに交代。さらにジュンのキャラクターも一新された（ホッパ星人はアニメ同様）。

## 映像ソフト
- 1986年3月21日に東映ビデオから発売&レンタルされたビデオソフト『TVヒーロー主題歌全集 4 アニメ編』（ベータマックス・VHS）と、1998年に同じく東映ビデオから発売&レンタルされたリニューアル版『東映アニメ主題歌大全集 1』（VHS・LD・DVD）に、『宇宙パトロールホッパ』時代と『宇宙っ子ジュン』時代のオープニングとエンディングが収録されている。映像自体はいずれもオリジナル由来であるが、『TVヒーロー主題歌全集』版では『ホッパ』時代のOPに歌詞テロップが存在（実際は『ジュン』時代だけ）、またスタッフなどのテロップがニュープリントに差し替わっている。なおLD・DVDは、ボーナストラックに「ジュンの歌」のインストルメンタルバージョンが特別収録されている。
- 2005年4月20日にウォルト・ディズニー・ジャパンから発売されたDVD-BOX『東映アニメモノクロ傑作選 Vol.2』には、代表回4話（第1・14・21・27話）が収録されている。
- 2015年6月26日に、TCエンタテインメントから全話収録のDVD-BOX『想い出のアニメライブラリー 第38集 宇宙パトロールホッパ』が発売された[21]。

## その他
本放送当時に朝日ソノラマから発売されたソノシートのジャケット裏には、中央のジュン&パトロール隊員を囲むようにスポンサーの大丸デパートの支店が描かれている。当時ジャケット裏にスポンサーの商品が描かれていたのは、明治製菓提供の『鉄腕アトム』、江崎グリコ提供の『鉄人28号』のような製菓会社提供の作品が主流だったため、珍しいケースとなっている。